# أزمة لبنان 1958
أزمة لبنان 1958 كانت أزمة سياسية بسبب توترات سياسية ودينية في البلد. وتدخل فيها الجيش الأمريكي ليخفف التوتر، ظل التدخل الأمريكي قائماً 3 أشهر متواصلة، حتى انتهت الفترة الرئاسية للرئيس كميل شمعون، الذي كان قد طلب من الولايات المتحدة الأمريكية المساعدة في الحد من التوتر في لبنان، الأزمة انتهت وانسحب الجيش الأمريكي بعدها بفترة قليلة.

## الخلفية

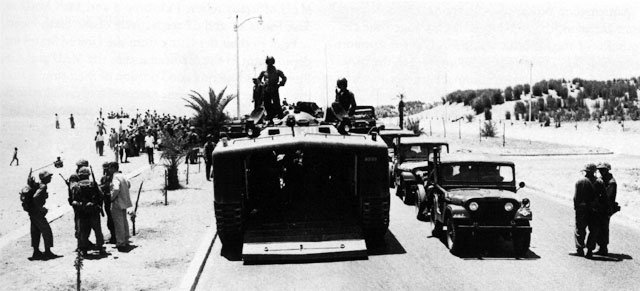
دورية للمارينز في بيروت، صيف 1958.

في يوليو 1958 كان لبنان مهدداً بحرب أهلية بين المسيحيين المارونيين والمسلمين. ابتدأ التوتر مع مصر في عام 1956 عندما رفض الرئيس اللبناني كميل شمعون -الماروني الموالي للغرب- قطع العلاقات الدبلوماسية مع الدول الغربية التي هاجمت مصر خلال أزمة السويس والعدوان الثلاثي مما أثر على الرئيس المصري جمال عبد الناصر. زادت حدّة هذا التوتر عندما أعلن كميل شمعون تقربه من حلف بغداد الذي اعتبره عبد الناصر تهديداً للقومية العربية. دعم رئيس الوزراء اللبناني السني رشيد كرامي عبد الناصر في عامي 1956 و1958، وعند قيام الوحدة بين مصر وسوريا باسم الجمهورية العربية المتحدة طالب اللبنانيون المسلمون من الحكومة اللبنانية الانضمام للوحدة، بينما أراد المسيحيون التحالف مع الدول الغربية. وحصل تمرد إسلامي مسلح واتهم المتمردون بالحصول على السلاح من الجمهورية العربية المتحدة عن طريق الإقليم الشمالي (سوريا) مما دفع كميل شمعون لتقديم شكوى لمجلس الأمن. أعلن محققو الأمم المتحدة عن عدم وجود أي دليل على تدخل الجمهورية العربية المتحدة. في 14 يوليو سقطت الحكومة الملكية الموالية للغرب في العراق، فحصل عدم استقرار داخلي في لبنان، عندها طلب شمعون المساعدة من الولايات المتحدة الأمريكية.

## عملية الخفاش الأزرق
استجاب الرئيس الأمريكي أيزنهاور لطلب شمعون فيما سمي بعملية الخفاش الأزرق في 15 يوليو 1958. وكان هذا أول تطبيق لمبدأ أيزنهاور الذي أعطى الحق لأمريكا بالتدخل في الدول المهددة بالشيوعية. كان الهدف من العملية دعم حكومة كميل شمعون الموالية للغرب المهددة من سوريا ومصر (الجمهورية العربية المتحدة). كانت الخطة تقضي باحتلال وتأمين مطار بيروت الدولي، وميناء بيروت، ومداخل المدينة. شارك في العملية 14000 جندي من الجيش والمارينز. نجح وجود القوات الاميركية في قمع المعارضة وسحبت أمريكا قواتها في 25 أكتوبر 1958. بعث الرئيس أيزنهاور الدبلوماسي د. روبرت ميرفي إلى لبنان ممثلاً له. لعب ميرفي دوراً مهماً في إقناع الرئيس كميل شمعون في الاستقالة وانتخاب قائد الجيش المسيحي المعتدل فؤاد شهاب بدلاً منه بالتوافق مع عبد الناصر.